# Campeonato Mundial de Atletismo Sub-20 de 2021 - Salto com vara feminino
A prova do salto com vara feminino do Campeonato Mundial de Atletismo Sub-20 de 2021 ocorreu no dia 18 de agosto de 2021 no Centro Esportivo Internacional Moi, em Nairóbi, no Quênia. 

## Recordes
Antes desta competição, os recordes mundiais e do campeonato nesta prova eram os seguintes:
|       | Nome           | Nacionalidade  | Altura | Local            | Data                  |
| ----- | -------------- | -------------- | ------ | ---------------- | --------------------- |
| WU20R | Wilma Murto    | Finlândia      | 4.71 m | Zweibrücken      | 31 de janeiro de 2016 |
| CR    | Angelica Moser | Suíça          | 4.55 m | Bydgoszcz        | 21 de julho de 2016   |
| WU20L | Paige Sommers  | Estados Unidos | 4.49 m | Westlake Village | 26 de maio de 2021    |

## Medalhistas
| Ouro                 | Prata              | Bronze               |
| Mirè Reinstorf (RSA) | Elise Russis (FRA) | Heather Abadie (CAN) |

## Cronograma
Todos os horários são locais (UTC+3). 
| Data         | Hora  | Evento |
| ------------ | ----- | ------ |
| 18 de agosto | 16:00 | Final  |

## Resultado final
A prova final foi realizada no dia 18 de agosto às 16:00. 
| Posição           | Atleta                | Nacionalidade | 3.80 | 3.95 | 4.05 | 4.15 | 4.20 | Resultado | Notas            |
| ----------------- | --------------------- | ------------- | ---- | ---- | ---- | ---- | ---- | --------- | ---------------- |
| Medalha de ouro   | Mirè Reinstorf        | África do Sul | xo   | o    | o    | o    | xxx  | 4.15      | Recorde africano |
| Medalha de prata  | Elise Russis          | França        | –    | o    | xxo  | xo   | xxx  | 4.15      |                  |
| Medalha de bronze | Heather Abadie        | Canadá        | o    | o    | o    | xxx  |      | 4.05      |                  |
| 4                 | Anastasia Resta       | Grécia        | xo   | o    | o    | xxx  |      | 4.05      |                  |
| 5                 | Petra Garamvölgyi     | Hungria       | xo   | o    | xo   | xxx  |      | 4.05      |                  |
| 6                 | Luciana Gómez Iriondo | Argentina     | xxo  | o    | xxx  |      |      | 3.95      |                  |
| 7                 | Emma Brentel          | França        | –    | xo   | xxx  |      |      | 3.95      |                  |
| 8                 | Niki Joannidu         | Chéquia       | xxo  | xxx  |      |      |      | 3.80      |                  |
| 9                 | Iliana Triantafyllou  | Grécia        | xxx  |      |      |      |      | NM        |                  |

Legenda
| Recorde mundial       | Recorde mundial (World record)               |                       | Recorde africano                      | Recorde africano (African) |                                           | Q | Classificado por posição (Qualified) |
| Recorde do campeonato | Recorde do campeonato (Championship record)  | Recorde da América    | Recorde da América (Americas)         | q                          | Classificado por melhor tempo (Qualified) |   |                                      |
| Melhor marca do ano   | Melhor marca do ano (World leading)          | Recorde asiático      | Recorde asiático (Asian)              | DNS                        | Não largou (Did not start)                |   |                                      |
| Recorde nacional      | Recorde nacional (National record)           | Recorde europeu       | Recorde europeu (European)            | DNF                        | Não terminou (Did not finish)             |   |                                      |
| Recorde pessoal       | Recorde pessoal do atleta (Personal best)    | Recorde da Oceania    | Recorde da Oceania (Oceania)          | DSQ / DQ                   | Desclassificado (Disqualified)            |   |                                      |
| Recorde da temporada  | Recorde da temporada do atleta (Season best) | Recorde sul-americano | Recorde sul-americano (South America) | NM                         | Sem marca (No mark)                       |   |                                      |